# Tony Adams
Tony Alexander Adams MBE (n. 10 octombrie 1966, Greater London, Anglia, Regatul Unit) este un fost manager și jucător de fotbal englez.